# Halbresonanzgitarre

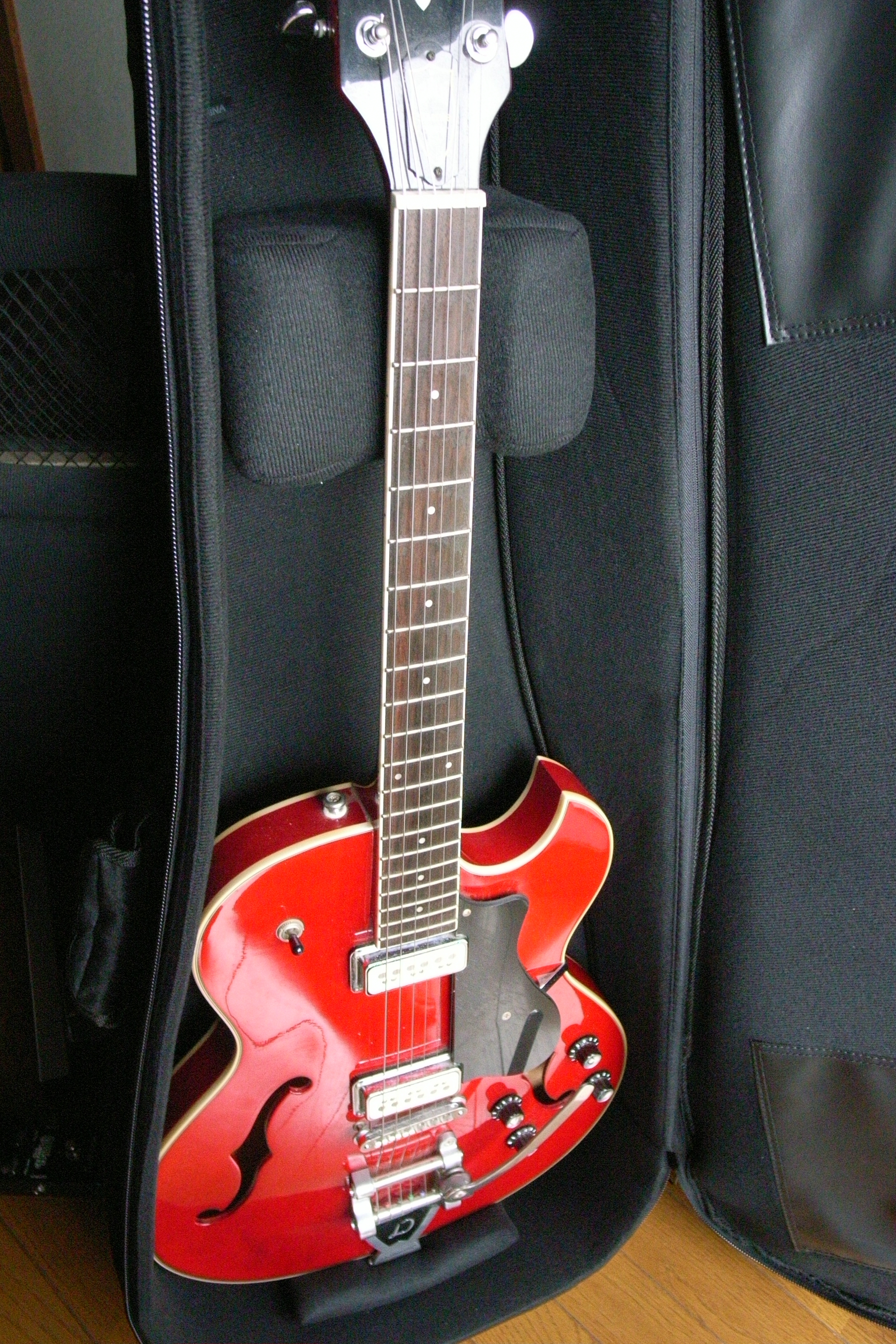
Eine Halbresonanzgitarre des Herstellers Guild/DeArmond. Hier ist der sehr flache Hohlkorpus des Modells deutlich zu erkennen

Die Halbresonanzgitarre (umgangssprachlich auch Halbakustikgitarre und Semiakustikgitarre; englisch auch electric acoustic genannt) ist ein Mitte der 1950er Jahre entwickelter Bautyp der E-Gitarren. Halbresonanzgitarren haben einen ganz oder größtenteils hohlen Korpus. Im Unterschied zu Vollresonanz-Gitarren haben Instrumente dieses Bautyps jedoch einen deutlich flacheren Korpus, bedingt durch die Verwendung schmalerer Zargen. Halbresonanzgitarren werden aufgrund ihres variantenreichen Klangs in vielen Sparten der populären Musik eingesetzt. Während sie ab den späten 1950er Jahren zunächst bevorzugt in den Genres Blues und Rock ’n’ Roll Verbreitung fanden, wird der Instrumententyp seit den darauffolgenden Jahrzehnten ebenso in jüngeren Stilrichtungen der Rockmusik sowie in den Musikrichtungen Popmusik, Jazz, Folk und anderen verwendet. Drei der frühesten Halbresonanzgitarren sind die 1955 gleichzeitig eingeführten Modelle Gibson Byrdland, Gibson ES-225 T und Gibson ES-350 T.

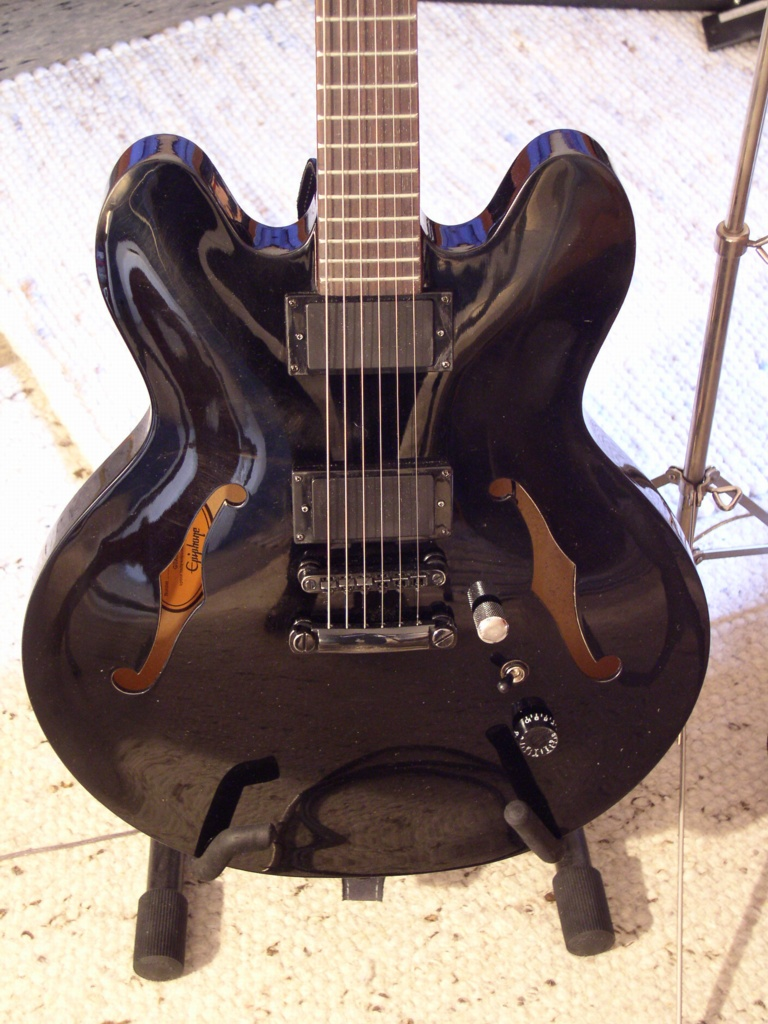
Halbresonanzgitarre der Marke Epiphone, Modell Dot Studio

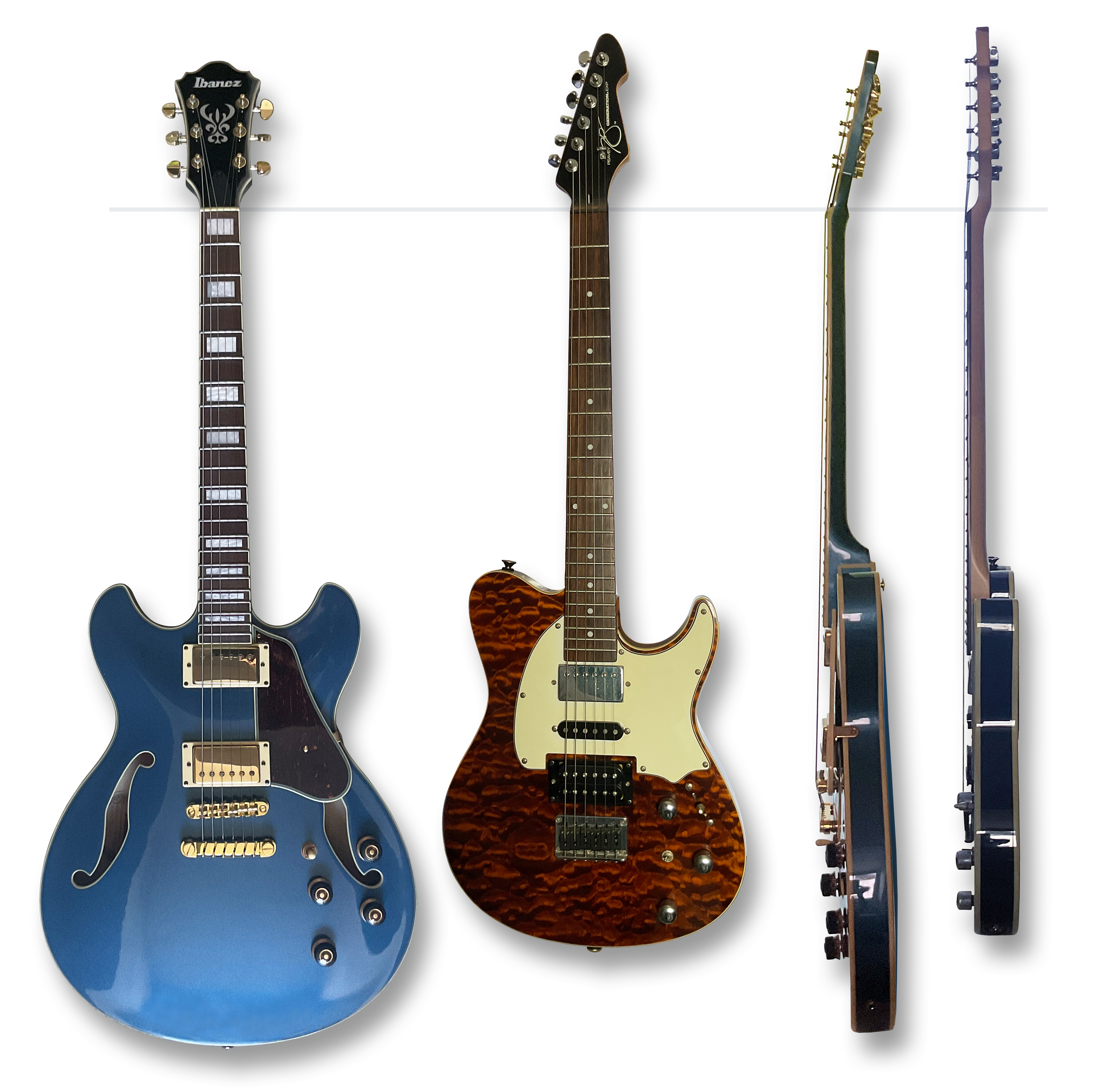
Vergleich von Bauform und Größe einer Hollow-Body gegenüber einer Solidbody. Ibanez AS73G-PBM (2022) vs. Peavey Generation EXP Telecaster Custom (2007)

## Konstruktionsweise
Halbresonanzgitarren haben einen Hohlkorpus (englisch: Hollowbody) sowie meistens zwei Schalllöcher in verschiedenen Abwandlungen von F-Löchern und ähneln darin den Vollresonanz-Archtop-Gitarren wie der sogenannten „Jazzgitarre“. Auch gleicht das typische Konstruktionsprinzip des Halbresonanz-Instrumentenkorpus – separat hergestellte und zusammengeleimte Teile: gewölbte Decke (englisch: Archtop), Boden und Zargen – demjenigen von Vollresonanz-Archtops. Decke und Boden werden bei Halbresonanzgitarren selten in der traditionellen Herstellungsart aus massivem Holz geschnitzt; stattdessen werden die Bauteile bei der Herstellung meist aus schichtverleimtem Holz (Sperrholz, häufig Ahornholz) in die gewölbte Form gepresst. Wesentlicher Unterschied zu Vollresonanz-Gitarren ist ein Instrumentenkorpus in teilweise erheblich flacherer Ausführung. Als Maßstab für die Bezeichnung „Halbresonanz“ gilt eine Zargenbreite von maximal 5 cm. Ein Beispiel für einen besonders flachen Hohlkorpus ist das entsprechend benannte Modell Höfner Verythin mit einer Zargenbreite von nur etwa 3 cm. Das durch diese Bauweise geringere Korpusvolumen führt bei unverstärkter Spielweise von Halbresonanzgitarren zu einem deutlich leiseren Klang mit einem geringeren Frequenzumfang des Tons als bei Vollresonanzgitarren. Aus diesem Grund werden Halbresonanzgitarren in der Regel ausschließlich mittels elektromagnetischer Tonabnehmer elektrisch verstärkt über Gitarrenverstärker gespielt.
Einige Halbresonanzgitarren-Modelle haben einen vollständig hohlen Korpus (Epiphone Casino, Gibson ES-330); bei den meisten Modellen ist in den Korpus ein Sustain-Block eingebaut. Als Sustain-Block wird ein etwa 8 bis 10 cm breiter Massivholzbalken bezeichnet. Dieser wird passgenau von Halsansatz bis Korpusfuß mittig zwischen Decke und Boden eingeleimt. Bei elektrischer Verstärkung in höheren Lautstärken verhindert der Sustain-Block das Aufschwingen der Instrumentendecke und vermindert damit die Gefahr akustischer Rückkopplungen (Feedback). Instrumente des Halbresonanz-Typs weisen charakteristischerweise mindestens einen, häufiger zwei Korpuseinschnitte (Cutaway) am Halsfuß auf. Die weitaus meisten Halbresonanz-Gitarrenmodelle sind mit zwei Tonabnehmern sowie dazugehöriger Reglereinheit – Lautstärke- und Tonregler (Potentiometer) mit Drehknöpfen sowie Tonabnehmer-Wahlschalter – auf beziehungsweise in der Decke des Instruments ausgestattet.
Eine weitere Besonderheit der Konstruktionsweise von Halbresonanzgitarren besteht – wie bei Vollresonanz-E-Gitarren – im fehlenden Zugang zu den elektrischen Reglern über einen abnehmbaren Deckel in Boden oder Decke der Instrumente. Bei Änderungen oder Reparaturen an diesen Bauteilen muss in der Regel die gesamte Elektronik mittels geschickter Feinmotorik durch die Schalllöcher ausgebaut und auf gleichem Wege auch wieder eingebaut werden. Bedeutende Ausnahmen davon sind zum einen das Modell Gibson Lucille (eine Abwandlung des Modells Gibson ES-355), das aus klanglichen Gründen über keine F-Löcher verfügt und daher einen Zugang zur Elektronik über einen abschraubbaren Deckel im Instrumentenboden bietet; zum anderen das Modell Gretsch Country Gentleman, dessen F-Löcher auf den Korpus aufgemalt sind (engl.: fake f-holes). Die Elektrik kann über ein auf der Korpus-Rückseite befindliches Loch erreicht werden. Dieses Loch wird von einem mit Druckknöpfen gesicherten Deckel verschlossen.
Aufgrund des Konstruktionsprinzips sind Halbresonanzgitarren von E-Gitarren halbmassiver Bauweise (engl. Semi-Solid) zu unterscheiden; letztere sind von der Bauweise her Solidbody-E-Gitarren, aus deren massivem Holzkorpus während der Fertigung Resonanz-Hohlkammern herausgefräst werden. Bei Semi-Solid-Gitarren sind die Holzanteile des Korpus wesentlich größer als bei Halbresonanzgitarren. Beispiele für  die Semi-Solid-Bauweise sind die Telecaster-Thinline, das Modell Gretsch Duo Jet sowie einige E-Gitarrenmodelle von Rickenbacker.

## Typische Modelle von Halbresonanzgitarren
- B.C. Rich Dagger Semi
- Career The Rod
- Collins Bluesmaster Serie

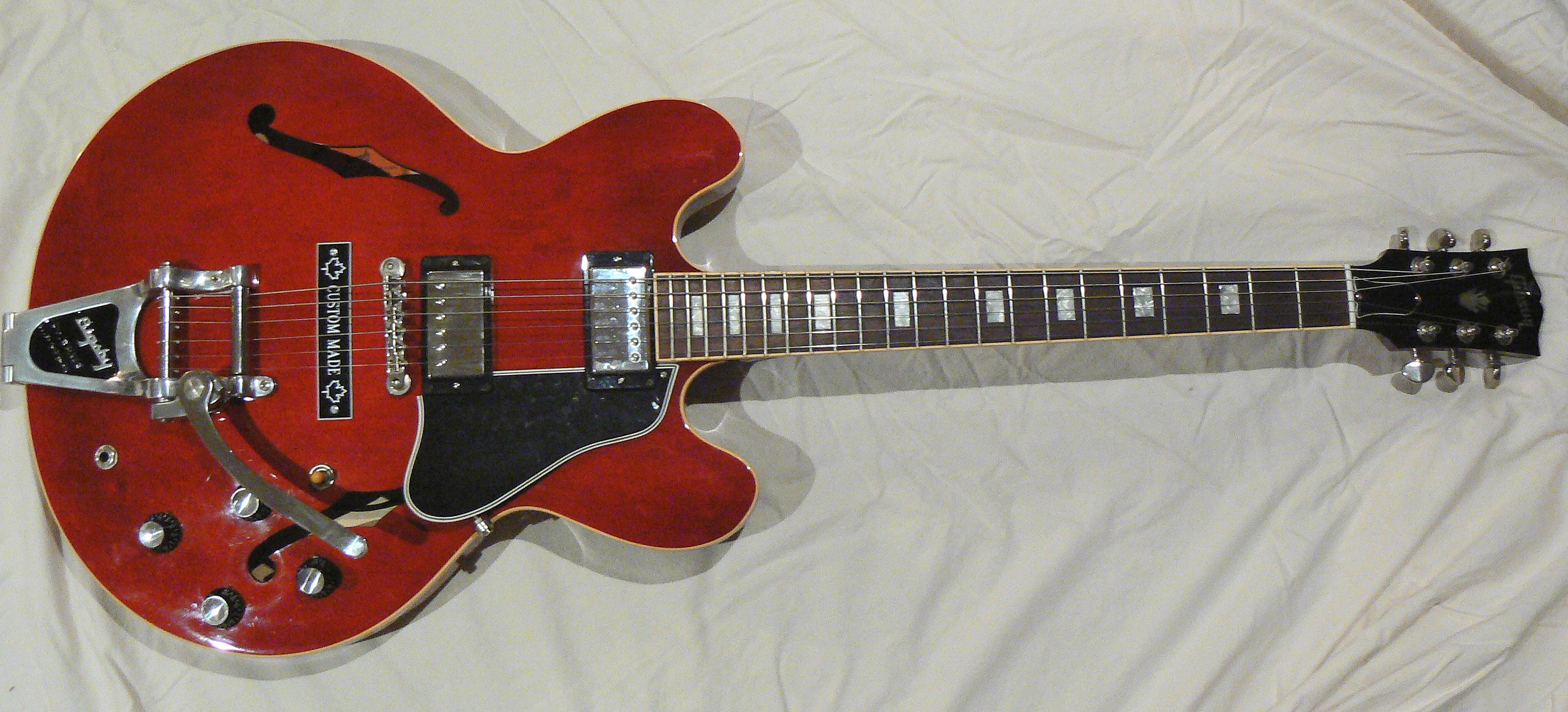
Die seit 1958 hergestellte Gibson ES-335, hier mit Bigsby-Vibrato, ist eines der am weitesten verbreiteten Halbresonanz-Gitarrenmodelle

- Epiphone Casino (mit Hohlkorpus ohne Sustain Block; USA)
- Epiphone Dot, entspricht Gibson ES-335
- Epiphone Riviera
- Epiphone Sheraton (Epiphones Spitzenmodell; USA, seit 1958)
- Framus Atlantic, Sorento, Mayfield (Deutschland)
- Gibson Byrdland und Gibson ES-350T (USA, seit 1955)
- Gibson ES-335 (ES-330, ES-345 und ES-355; USA, seit 1958)
- Gibson Lucille (Stereo-Sondermodell für B. B. King, ohne Schalllöcher; USA)
- Gretsch Chet Atkins Country Gentleman (USA, seit 1961)
- Guild Duane Eddy DE-400 und DE-500 (USA, seit 1961)
- Hagström Viking (Schweden)
- Hamer Echotone-Serie
- Heritage H-535, H-555, Prospect Standard
- Höfner Verythin (mit besonders flachem Korpus; Deutschland)
- Ibanez AS-200 (Halbresonanz-Modell aus Japan), Artcore Serie
- Johnson 335er Serie, Grooveyard
- Keytone MG501-CS/EAG350M
- Peavey JF-1
- PRS SE Custom Semi Hollow
- Vintage VSA 535, VSA 555
- Washburn HB-Serie
- Yamaha SA-Serie, AE-Serie

Neben Halbresonanz-E-Gitarren werden auch Halbresonanz-E-Bässe hergestellt. Zu den bekanntesten Vertretern dieser Bauform zählen der 1956 eingeführte und bis heute gebaute Höfner 500/1 („Beatle-Bass“), das Modell Star Bass des ebenfalls deutschen Herstellers Framus, das Mitte der 1960er-Jahre unter anderem vom Rolling-Stones-Bassisten Bill Wyman gespielt wurde, sowie die Gibson-Modelle EB-2 (1958 bis 1961; 1964 bis 1972) und Les Paul Signature Bass (1973 bis 1979), die beide ähnlich aufgebaut sind wie das Gitarrenmodell ES-335.

## Bedeutende Gitarristen mit Halbresonanzgitarre

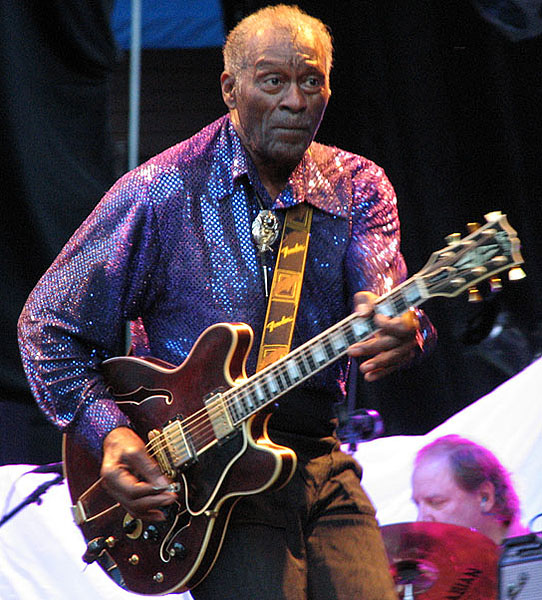
Der Rock ‘n’ Roll-Gitarrist Chuck Berry zählte zu den bekanntesten Musikern, die ausschließlich Halbresonanz-Gitarren spielen. Auf diesem Foto, entstanden während eines Bühnenauftritts 2007, ist er mit einer Gibson ES-355 abgebildet.

Halbresonanzgitarren werden von vielen bekannten Gitarristen in einer großen Bandbreite von Musikstilen gespielt. Während viele Musiker im Laufe ihrer Karriere für eine Zeitlang ein solches Instrument spielen, gibt es einige wenige Gitarristen, die sich auf ein bestimmtes Halbresonanz-Modell festlegen, wodurch dieses für sie zu einer Art Markenzeichen wird. Manchen der populärsten unter diesen Musikern wird vom Hersteller ihres bevorzugten Gitarren-Modells ein Sondermodell (englisch: Signature Model) gewidmet. Zu den berühmtesten Halbresonanz-Gitarristen und -Gitaristinnen zählen:
- Chuck Berry – Rock ’n’ Roll; spielte von 1955 bis etwa 1963 die Gibson ES-350 T und nahm einen Großteil seiner frühen Hits damit auf.[11] Seit etwa 1963 spielt Berry das Modell Gibson ES-355.[12]
- Sister Rosetta Tharpe – Blues und Rock ’n’ Roll, sie gilt als „Godmother of rock and roll“[13], spielte auch andere, sowohl akustische als auch elektrische, Gitarren.
- Larry Carlton – Jazz; Spitzname „Mr. 335“, nach dem von ihm gespielten Gibson-Modell ES-335.
- Duane Eddy – Rock ’n’ Roll; spielt seit 1961 ein Signature-Modell der Marke Guild. Durch seinen charakteristischen Gitarrenklang Mitbegründer und maßgeblicher Vertreter der Twang-Gitarre.[14]
- John Lee Hooker – Blues; spielte in seiner späten Karriere hauptsächlich Epiphone-Sheraton-Modelle.
- B. B. King – Blues; spielte ausschließlich das ihm gewidmete Gibson-Signature-Modell Lucille.
- Alvin Lee – Rockmusik; Gitarrist der Band Ten Years After, spielte eine modifizierte ES-335 (Spitzname „Big Red“) mit zusätzlichem dritten Tonabnehmer. Er bekam ein Gibson-Signature-Modell gewidmet – der exakte Nachbau seiner modifizierten Gitarre.[15]
- John Lennon – Popmusik, Rock; spielte seit Mitte der 1960er-Jahre bevorzugt eine Epiphone Casino. Ende der 1990er-Jahre wurde Lennon posthum das Signature-Modell Epiphone Casino Revolution gewidmet; ein detailgetreuer Nachbau der von ihm modifizierten Gitarre.[16]
- John Scofield – Modern Jazz; spielt live ausschließlich sein Signature-Modell der AS-200 von Ibanez (mit der geänderten Modellbezeichnung JSM100).[17][18]